# John R. Wible
John R. Wible (* 25. April 1953 in Abington, Pennsylvania) ist ein US-amerikanischer Mammaloge, Paläomammaloge und Museumskurator.

## Leben
Wible erwarb 1975 den Bachelor of Arts mit der Auszeichnung cum laude in Anthropologie an der Cornell University in Ithaca, New York. 1977 graduierte er zum Master of Arts in Anthropologie an der New York University in New York City. 1984 wurde er mit der Dissertation The ontogeny and phylogeny of the mammalian cranial arterial pattern unter der Leitung von Matt Cartmill zum Ph.D. in Anatomie an der Duke University in Durham, North Carolina, promoviert.
Von 1985 bis 1988 hatte er eine Postdoc-Stelle als Dozent an der Abteilung für Organismische Biologie und Anatomie der University of Chicago. Von 1988 bis 1989 war er dort wissenschaftlicher Mitarbeiter und Lehrbeauftragter. Von 1989 bis 1998 war er zunächst Lehrbeauftragter und ab 1994 außerordentlicher Professor an der Abteilung für Anatomische Wissenschaften und Neurobiologie an der University of Louisville, Kentucky. Von 1998 bis 2003 war er stellvertretender Kurator und Leiter der Abteilung für Säugetiere am Carnegie Museum of Natural History in Pittsburgh, Pennsylvania. Seit 2003 ist dort Leiter und Kurator der Abteilung für Säugetiere. Von 2000 bis 2001 sowie von 2014 bis 2015 war er Interimsdirektor des Carnegie Museum of Natural History. Von Oktober 2000 bis Dezember 2002 war er dort Wissenschaftsdekan.
Daneben ist er wissenschaftlicher Mitarbeiter am American Museum of Natural History und Field Museum of Natural History in Chicago.
Wibles Forschungsschwerpunkt ist die Evolution der Höheren Säugetieren oder Plazentatiere, wobei er vor allem der Frage nachgeht, wann diese Gruppe entstanden ist. In einer sogenannten Explosiv-Modell-Studie, die 2013 in der Fachzeitschrift Science unter der Leitung von Maureen O’Leary von der Stony Brook University veröffentlicht wurde, ermittelten die Wissenschaftler die Verwandtschaftsbeziehungen zwischen lebenden und fossilen Plazentatieren und ihre Entstehungszeit in Bezug auf die Kreide-Paläogen-Grenze (K-Pg). Insgesamt wurden 4541 phänomenologische Merkmale für 86 fossile und lebende Arten, darunter die Form der Zähne, das Vorhandensein bestimmter Knochen, die Fellmusterung oder die Gehirnstruktur, erfasst. Durch die Kombination dieser Daten mit molekularen Sequenzen entstand ein phylogenetischer Baum, der, wenn er mit Fossilien abgeglichen wird, zeigt, dass die Kronengruppe Placentalia und die Ordnungen der Plazentatiere nach der K-Pg-Grenze, das heißt 200.000 bis 400.000 Jahre nach dem Massenaussterben der Dinosaurier vor etwa 65 Millionen Jahren, entstanden sind.
Wibles Forschung konzentriert sich ferner auf den Stammbaum der Säugetiere, das Verständnis der evolutionären Beziehungen zwischen lebenden und ausgestorbenen Taxa und auf die Thematik der Herausbildung der heutigen Säugetierfauna auf der Erde. Er setzt sein Expertenwissen der Anatomie heutiger Säugetiere, insbesondere im Hinblick auf den Schädel, ein, um die Lebensweise ausgestorbener Säugetiere zu rekonstruieren.
Zu den Forschungsthemen, für die Wible als Erstautor fungierte, gehören monografische Abhandlungen über die Schädel bestimmter rezenter Säugetiere, darunter zum Dominikanischen Schlitzrüssler (Solenodon paradoxus) auf der Insel Hispaniola, zum Sechsbinden-Gürteltier (Euphractus sexcinctus), zum afrikanischen Pardelroller (Nandinia binotata) und zur Guiana-Spitzmausbeutelratte (Monodelphis brevecaudata). Zudem war er Erstautor von Monographien über die Schädel dreier Säugetiere aus der späten Kreidezeit in der Mongolei: Kryptobaatar dashzevegi aus der Ordnung der Multituberculata sowie Zalambdalestes lechei und Maelestes gobiensis aus der Klasse Eutheria. Bei letztgenannter Art war Wible Erstbeschreiber. Er erhielt unter anderen Forschungsstipendien von der National Science Foundation und der National Geographic Society.
Seit Januar 2007 ist Wible Chefredakteur des Journal of Mammalian Evolution. Er war zudem Mitherausgeber (in Zusammenarbeit mit Matthew T. Carrano, Timothy J. Gaudin und Richard W. Blob) des 2006 erschienenen Buches Amniote Paleobiology: Perspectives on the Evolution of Mammals, Birds, and Reptiles.
2016 wirkte er in der Folge L’aube des mammifères (deutsch: Erben der Dinosaurier) der dreiteiligen Dokumentationsreihe Les Mondes Perdus (deutsch: Verborgene Welten) mit.

## Dedikationsnamen
Nach John R. Wible sind die fossilen Säugetiere Oklatheridium wiblei und Huasteconodon wiblei benannt.